# 若菜正
若菜 正（わかな ただし、1925年12月12日 - 2002年5月10日）は、株式会社集英社の第3代社長。『マーガレット』『セブンティーン』の創刊編集長。福島県出身。

## 来歴
慶應義塾大学文学部卒。『明星』編集部を経て、『マーガレット』『セブンティーン』を創刊させる。1964年に役員に昇格後、『non-no』『MORE』『月刊プレイボーイ』などを創刊。1988年に集英社代表取締役に就任し1996年まで務める。退任後は集英社特別顧問。日本雑誌協会副理事長も歴任した。2002年5月10日に肺塞栓で死去。

## 人物
週刊少年ジャンプ第3代編集長・西村繁男の著書「さらば、わが青春の『少年ジャンプ』」（94年版）では、若菜の社内人事により西村が退社を決意する経緯が書かれているが、出版に際して若菜自身の許可もあった事が明記されており、その「度量」に謝意を述べられている。しかし西村はその後の文庫版（97年）の加筆箇所で人事への批判を強めている。

## 家族
- 若菜美智子（妻）